# Championnat d'Ouganda de football 2013-2014
Navigation
Edition précédente Edition suivante
La saison 2013-2014 du Championnat d'Ouganda de football est la 45e édition du championnat de première division ougandais. Cette saison, seize clubs ougandais prennent part au championnat organisé par la fédération.
C'est le club de Kampala City Council qui remporte la compétition cette saison après avoir terminé en tête du classement final, avec un point d'avance sur SC Victoria University et six sur Uganda Revenue SC. C'est le dixième titre de champion d'Ouganda de l'histoire du club.

## Équipes

### Participants et locations
Légende des couleurs
- Tour préliminaire de la Ligue des champions 2014
- Promu de Big League

| Club                        | Ville   | Stade                     | Capacité |
| --------------------------- | ------- | ------------------------- | -------- |
| Bul FC                      | Jinja   | Kakindu Municipal Stadium | 1 000    |
| Bright Stars FC             | Kampala | Nakivubo Stadium          | 15 000   |
| CRO FC                      | Mbale   | Mbale Municipal Stadium   | 10 000   |
| Entebbe Young Football Club | Kampala | Mutesa II Stadium         | 20 200   |
| Express FC                  | Kampala | Mutesa II Stadium         | 20 200   |
| Kampala City Council        | Kampala | Lugogo Stadium            | 10 000   |
| Kiira Young FC              | Kampala | Luzira Prisons Stadium    | 1 000    |
| Masaka Local Council FC     | Masaka  | Masaka Recreation Ground  | 1 000    |
| Police Football Club        | Jinja   | Kavumba Recreation Centre | 1 000    |
| Proline FC                  | Buikwe  | Nakivubo Stadium          | 15 000   |
| Simba FC                    | Lugazi  | Lugazi Stadium            | 2 000    |
| Uganda Revenue Authority    | Kampala | Mandela National Stadium  | 45 200   |
| SC Victoria University      | Kampala | Mandela National Stadium  | 45 200   |
| Villa SC                    | Kimpala | Nakivubo Stadium          | 15 000   |
| Soana FC                    | Kampala | Kavumba Recreation Centre | 1 000    |
| Vipers Sports Club          | Buikwe  | Buikwe Stadium            | 2 000    |

## Compétition

### Classement
Le classement est établi sur le barème de points classique (victoire à 3 points, match nul à 1, défaite à 0). Pour départager les égalités, on tient d'abord compte de la différence de buts générale, puis du nombre de buts marqués, puis des confrontations directes.
| Rang | Équipe                      | Pts | J  | G  | N  | P  | Bp | Bc | Diff |
| ---- | --------------------------- | --- | -- | -- | -- | -- | -- | -- | ---- |
| 1    | Kampala City CouncilT       | 60  | 30 | 18 | 6  | 6  | 60 | 24 | +36  |
| 2    | SC Victoria University      | 59  | 30 | 16 | 11 | 3  | 41 | 17 | +24  |
| 3    | Uganda Revenue AuthorityC   | 54  | 30 | 14 | 12 | 4  | 47 | 18 | +29  |
| 4    | Vipers Sports Club          | 51  | 30 | 13 | 12 | 5  | 35 | 20 | +15  |
| 5    | Soana FCP                   | 47  | 30 | 13 | 8  | 9  | 30 | 31 | -1   |
| 6    | Bul FC                      | 45  | 30 | 11 | 12 | 7  | 28 | 20 | +8   |
| 7    | Villa SC                    | 44  | 30 | 11 | 11 | 8  | 33 | 34 | -1   |
| 8    | Kiira Young FC              | 43  | 30 | 11 | 10 | 9  | 26 | 23 | +3   |
| 9    | Police Football Club        | 39  | 30 | 9  | 12 | 9  | 38 | 31 | +7   |
| 10   | Express FC                  | 39  | 30 | 10 | 9  | 11 | 31 | 28 | +3   |
| 11   | Simba FC                    | 36  | 30 | 9  | 9  | 12 | 20 | 26 | -6   |
| 12   | Bright Stars FCP            | 29  | 30 | 5  | 14 | 11 | 20 | 35 | -15  |
| 13   | Entebbe Young Football Club | 28  | 30 | 4  | 16 | 10 | 29 | 43 | -14  |
| 14   | Masaka Local Council FC     | 27  | 30 | 5  | 12 | 13 | 26 | 36 | -10  |
| 15   | Proline FC                  | 21  | 30 | 5  | 6  | 19 | 21 | 45 | -24  |
| 16   | CRO FCP                     | 15  | 30 | 3  | 6  | 21 | 15 | 69 | -54  |

|  | Qualification pour la Ligue des champions de la CAF 2015 et la Coupe Kagame inter-club 2015 |
|  | Qualification pour la Coupe de la confédération 2015                                        |
|  | Relégation directe en Big League                                                            |
|  | T : Tenant du titre C : Vainqueur de la Coupe d'Ouganda 2014 P : Promu de Big League        |

## Bilan de la saison
| Championnat d'Ouganda de football 2013-2014                        |                                  |
| Champion                                                           | Kampala City Council (10e titre) |
| Coupes et trophées                                                 |                                  |
| Vainqueur de la Coupe d'Ouganda 2013-2014                          | Uganda Revenue Authority         |
| Qualifications continentales                                       |                                  |
| Ligue des champions de la CAF 2015                                 | Kampala City Council             |
| Coupe Kagame inter-club 2015                                       | Kampala City Council             |
| Coupe de la confédération 2015                                     | Uganda Revenue Authority         |
| Promotions et relégations                                          |                                  |
| Promus en Championnat d'Ouganda de football                        | Sadolin Paints FC                |
| Promus en Championnat d'Ouganda de football                        | Lweza FC                         |
| Promus en Championnat d'Ouganda de football                        | KJT-Rwenshama FC                 |
| Relégués en Championnat d'Ouganda de football de deuxième division | Masaka Local Council FC          |
| Relégués en Championnat d'Ouganda de football de deuxième division | Proline FC                       |
| Relégués en Championnat d'Ouganda de football de deuxième division | CRO FC                           |